# Верт-ам-Майн
Верт-ам-Майн (нім. Wörth am Main) — місто в Німеччині, розташоване в землі Баварія. Підпорядковується адміністративному округу Нижня Франконія. Входить до складу району Мільтенберг.
Площа — 15,89 км2. Населення становить 4772 ос. (станом на 31 грудня 2020).